# Athénée royal de Koekelberg
 (juin 2025).
Motif : Maintenance technique. Article recréé sans DRP : voir Discussion:Athénée royal de Koekelberg/Admissibilité. Mais peut-être l'école est-elle devenue notoire dix ans après le précédent débat d'admissibilité ?
- Archive Wikiwix
- Bing
- Cairn
- DuckDuckGo
- E. Universalis
- Gallica
- Google
- G. Books
- G. News
- G. Scholar
- Persée
- Qwant
- (zh) Baidu
- (ru) Yandex
- (wd) trouver des œuvres sur Wikidata

| 1. | Préciser le motif de la pose du bandeau. | Précisez le motif de la pose du bandeau en utilisant la syntaxe suivante : {{admissibilité à vérifier\|date=août 2025\|motif=remplacez ce texte par le motif}}                                   |
| 2. | Informer les utilisateurs concernés.     | Pensez à avertir le créateur de l'article, par exemple, en insérant le code ci-dessous sur sa page de discussion : {{subst:avertissement admissibilité à vérifier\|Athénée royal de Koekelberg}} |

L' Athénée Royal de Koekelberg est une école officielle francophone du réseau Wallonie-Bruxelles Enseignement, composée d’un athénée d’enseignement secondaire général et d’une école primaire annexée.
L’Athénée royal de Koekelberg (ARK) organise un enseignement général qui vise l’acquisition de bases permettant l’accès à l’enseignement supérieur, universitaire ou non.
L'Athénée Royal de Koekelberg s'étend entre l'avenue de Berchem-Sainte-Agathe et la rue Omer Lepreux, à Koekelberg, non loin de la Basilique de Koekelberg.

## Histoire
De style Art Déco, l'Athénée royal de Koekelberg est construit en plusieurs phases entre 1933 et 1950, par les architectes Henri Jacobs et Henri-Aimé Jacobs, père et fils.
Lors des Journées du Patrimoine 2006, le Secrétaire d’État du Gouvernement de la région de Bruxelles-Capitale en charge des Monuments et Sites indique que " L’athénée royal de Koekelberg est assurément l’exemple le plus représentatif d’établissement scolaire construit dans l’entre-deux-guerres " (Figure 70 ). Des exemples d'Art déco sont mis en valeur.
L'école primaire, de style brutaliste, est construite en 1979 .
Athénée néerlandophone séparé
Au début, les élèves francophones et néerlandophones fréquentaient le même système d'enseignement public à l'Athénée royal de Koekelberg. Dans les années 1960, l'enseignement néerlandophone est transféré à proximité au Koninklijk Atheneum Koekelberg, un établissement d'enseignement communautaire néerlandophone de la Région de Bruxelles-Capitale, sis entre la rue du Petit Berchem, l'avenue du Château et l'avenue de la Basilique. On y propose à la fois un jardin d'enfants, une crèche, une école primaire et un enseignement secondaire. L'école primaire et l'école secondaire sont toutes deux des écoles de l'UNESCO. En 2010, l'Athénée néerlandophone comptait environ 1 200 élèves. Une rénovation est organisée en 2015 par un partenariat public-privé. L'Athénée s'est distingué dans la lutte pour la durabilité de l'environnement.

## Enseignement - Activités
En 2020, les élèves de 1e secondaire accueillent l’écrivain pour la jeunesse Frank Andriat, dans le cadre du cours de français.
En 2022, est réalisé le film « Le Choix » de Michel Meulenijzer à l’Athénée royal de Koekelberg, avec des élèves comme figurants, sur le thème du harcèlement chez les jeunes.
La prévention de la violence et du harcèlement scolaire figure parmi les priorités de l’établissement. En mars 2023, le chanteur français Patrick Bruel a passé plus de deux heures avec les élèves, lors d'une rencontre autour de la musique, de la lecture mais aussi du harcèlement scolaire (Vidéo).
En octobre 2023, le SPF Affaires étrangères organise une action d'information et de sensibilisation à l'occasion de la Journée des Nations Unies (UN Day), célébrée chaque année à la date du 24 octobre, jour anniversaire de l'entrée en vigueur de la Charte des Nations Unies en 1945. La Ministre des Affaires étrangères, Hadja Lahbib, a engagé une discussion avec des élèves de sixième année. Elle a présenté le rôle de la Belgique au sein des Nations Unies, les défis de l'organisation et son importance pour les jeunes. Une attention particulière a été accordée à l'actualité : la politique d' immigration et le conflit israélo-palestinien qui s'aggrave (Photos).

## Anciens professeurs
- Anthony Álvarez Melero, historien ULB, Université de Séville, Institut historique belge de Rome, professeur de latin-grec[18]

- René Bourgeois, préfet des études, élu au Sénat de Belgique[19]
- Armand Fougnies, ancien préfet des études, biographe de Mécène ministre d'Auguste[20], historien des rues de Berchem-Sainte-Agathe[21]
- Georges Gysels, historien, secrétaire de la commission du programme scolaire d’histoire, secrétaire de la Fédération des professeurs d’histoire[22]

- Georges Lurquin, professeur de grec et latin[23], féru d'étymologie et de linguistique[24], ami du philosophe Henri Van Lier [25]
- Igor Recht, rédacteur RTBF[26]
- Daniel Rochette, professeur d'histoire[27] et d'histoire locale[28]
- Maxime Steinberg, professeur d'histoire[29], spécialiste de la Seconde Guerre mondiale et du nazisme[30]
- Frank Van Bourgonie, professeur de néerlandais[31]
- Jean Van Schepdael (1907-1974), professeur de biologie, étudiant le Pays Gaumais[32] et le bois de Hal[33],[34]

## Anciens élèves
- Khalil Aouasti, avocat, premier échevin de Koekelberg, élu en 2024 député à la Chambre des représentants de Belgique
- Burt Blanca (Norbert Blancke), né en 1944, Premier prix de Conservatoire, pionnier du rock en Belgique [35]

- François Englert, né en 1932, prix Nobel de physique 2013
- Vincent Lurquin, avocat, avocat à la Cour pénale internationale, ancien échevin, député au Parlement bruxellois
- Philippe Pivin, avocat, ancien bourgmestre de Koekelberg, ancien député de la Chambre des représentants de Belgique
- Serge Rozen, ancien président du Comité de coordination des organisations juives de Belgique
- Toots Thielemans, musicien international, un des premiers élèves
- Turgay Tuna, médecin directeur du service d'anesthésiologie, de réanimation, de médecine périopératoire et d'algologie, Hôpital Erasme[36]
- Marc Wilmet , linguiste, lauréat du prix Francqui 1986[37].